# Нови Агионери
Нови Агионери (грч. Νέο Αγιονέρι, Нео Агионери) је насељено место у општини Кукуш у периферији Средишња Македонија, Грчка. Према попису из 2021. године било је 1.014 становника.
Нови Агионери су подингути 1926. године где је насељено 240 грчких избегличких породица из Турске. На попису из 1928. године Нови Агионери су имали 537 становника.